# Аптечный робот
Аптечный робот (робот для аптеки) — мини-складское оборудование, которое устанавливается в аптеке, аптечных складах и медицинских учреждениях для оптимизации хранения, поиска и выдачи медикаментов к рабочему месту фармацевта (первому столу)
или для продажи непосредственно покупателю.

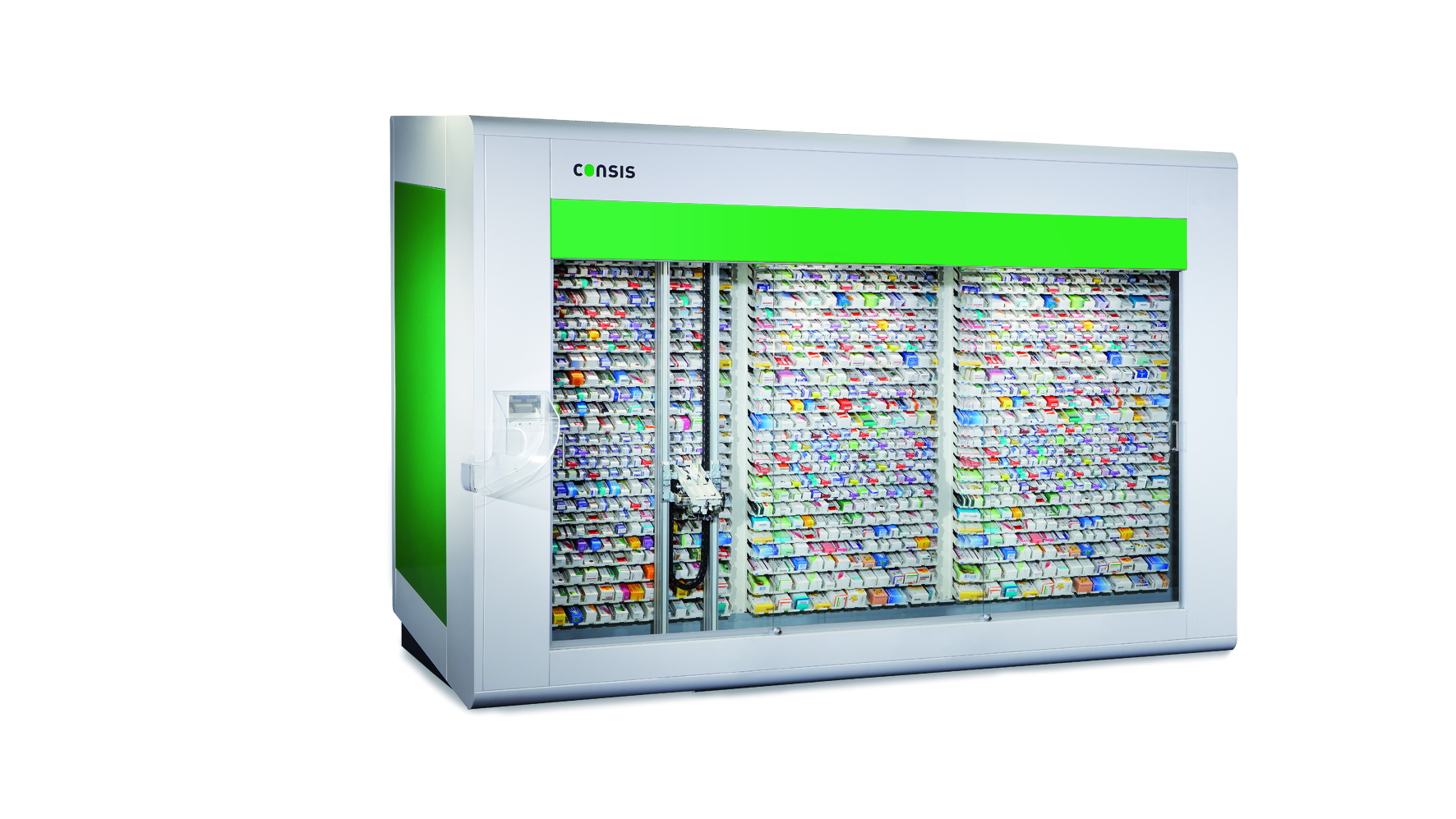
Аптечный робот CONSIS

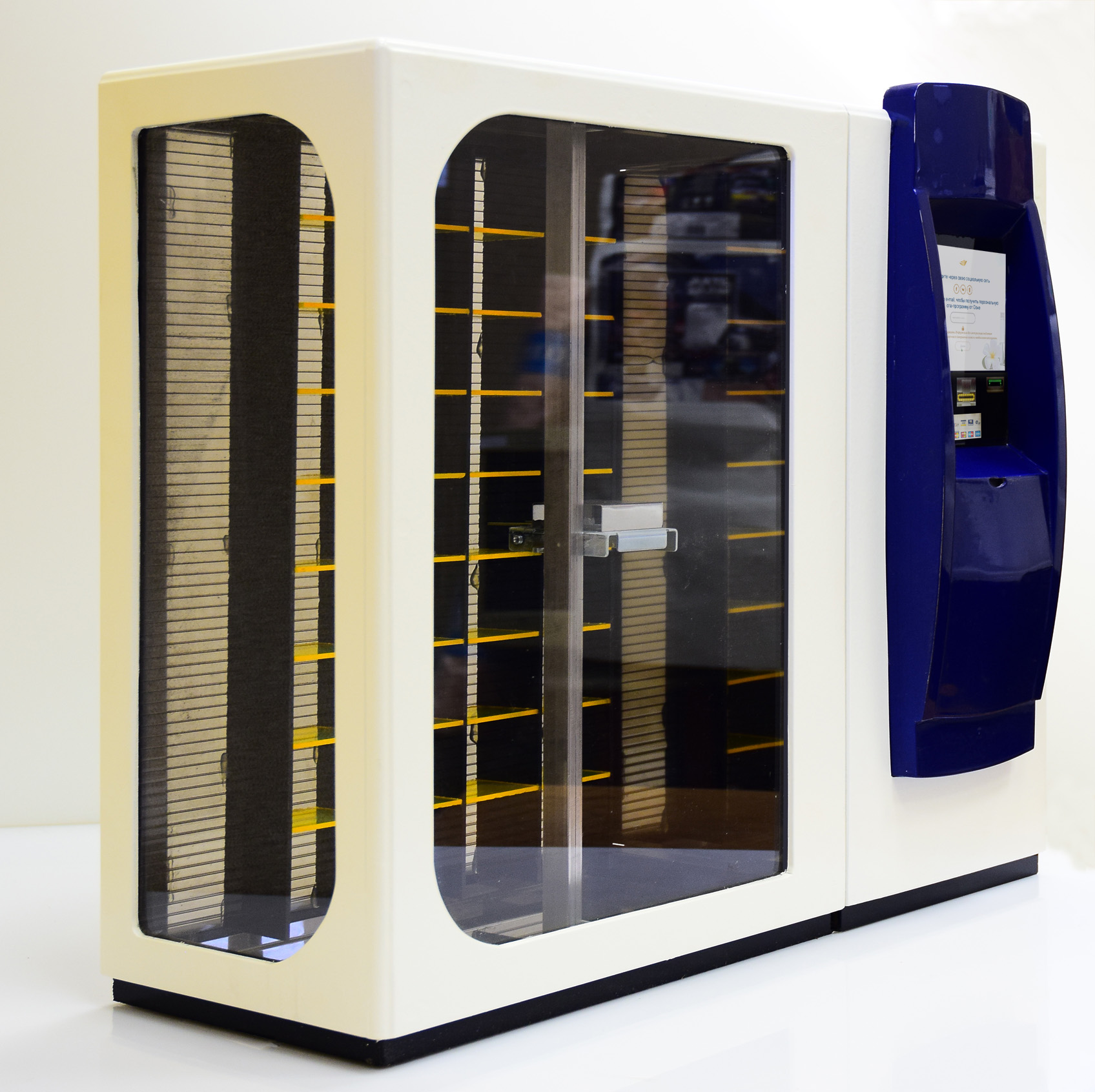
Аптечный робот Инфотехника, Россия

## История
Опираясь на потребность в автоматизации логистических процессов аптек с больши́м товарооборотом и проходимостью в аптеке, немецкие инженеры разработали робота, позволяющего экономить время на поиск лекарства на складе в пользу консультации покупателя. На выставке Expopharm в Мюнхене в 1996 году был представлен первый в мире робот-фармацевт для автоматизации выдачи наиболее востребованных медикаментов в аптеке. Позднее подобные системы стали внедряться в госпитальной и аптечной системе США.
Выделяют 4 типа роботов для аптек:
1. автоматический диспенсер (лат. dispensatio — раздача, разделение, распределение, раскладка);
2. роботизированный склад;
3. комбинированные решения;
4. продающие роботы[2]

По экспертной оценке компаний, занимающихся роботизацией аптек в Европе, на 2006 год уже автоматизированы 14 % аптек в Германии , 7 % аптек — во Франции, 3 % аптек — в Испании, 2 % аптек — в Италии.
Для России роботизация аптек — это относительно новое решение. Первый подобный робот марки CONSIS немецкой компании Willach был установлен в московской аптеке «Самсон-Фарма» в 2006 году. Немного позднее роботы той же модели появились в аптеках Республики Беларусь и на Украине.
На рынке Казахстана на 2017 год представлены 6 аптечных роботов итальянского производства компании «Tecnilab Group». Первый робот модели «TwinTec» был установлен в 2012 году в столице страны, г. Астана. Официальным представителем итальянской компании по производству робототехники на территории стран СНГ является ТОО «Aster Lab solutions».

Существуют аптечные роботы российского производства для склада, а также продающие роботы, в том числе
встраиваемые,
позволяющие аптеке функционировать круглосуточно и являющиеся одним из средств автоматизации аптеки

Такие роботы выполняют все требования по хранению лекарств, обеспечивают ассортимент в тысячи наименований, аудио-видео связь с квалифицированным провизором, могут принимать оплату в любой форме,
распознавать возраст, паспорт, рецепт
.
В России использование роботов разрешено в помещениях аптек или лечебных учреждений
.
так как фармацевтическая деятельность лицензируется.

## Основные функции аптечного робота
- хранение аптечных товаров: упаковок, блистеров, пакетов, флаконов…) в заданных условиях (диапазоне температуры и влажности),
- прием товаров на хранение
- пользовательский интерфейс для взаимодействия с оператором, обеспечивающий удобный поиск товаров по их названию, фармакологическим группам, коду, штрих-коду
- быстрая выдача выбранных товаров

## Функциональная схема аптечного робота

### Система хранения
Чаще всего используется схема хранения в виде этажерки с полками, на которых размещаются товары.
В рабочем пространстве могут устанавливаться 2 этажерки, между которых расположен механизм перемещения.

### Механизм перемещения
Механизм перемещения (манипулятор) включает каретку с закрепленным рабочим органом и привод.
Манипулятор обеспечивает перемещение товаров от места приема к месту хранения, а затем к месту выдачи.
Плоская вертикальная рабочая зона, образованная вертикальной плоскостью этажерки для хранения товаров, определяет использования
декартовой системы координат перемещения робота вдоль плоскости этажерки (2 степени подвижности) и смещение каретки с рабочим органом в горизонтальной плоскости внутрь этажерки (третья степень подвижности). Такая схема используется в плоттерах планшетного типа или режущих станках с ЧПУ (лазерных, фрезерных и т. д.).
Если этажерки расположены с двух сторон от механизма перемещения, то каретка должна разворачиваться на 180 градусов (четвертая степень подвижности).
Для ускорения работы могут использоваться 2 механизма перемещения или более
.
Некоторые производители аптечных роботов используют манипулятор в угловой системе координат с 6 степенями подвижности, недостатком которого является ограниченная рабочая зона, доступная манипулятору, расположенная вокруг него. Избыточность степени подвижности (6 вместо трех или четырех) невыгодна в финансовом плане.

#### Рабочий орган
В качестве рабочего органа робота обычно применяется установленный на каретке захват.

#### Привод
Чтобы получить высокую точность позиционирования каретки механизма перемещения обычно используют электрический привод с шаговыми двигателями
для каждой степени подвижности, а также сенсорную систему, позволяющую системе управления рассчитывать и компенсировать ошибки перемещения.
Шаговый двигатель поворачивается на угол в соответствии с количеством поданных на него импульсов, поступающих от электронных блоков (драйверов, контроллеров), входящих в систему управления.
Усилие шагового двигателя, необходимое для перемещения товара и деталей механизма перемещения, зависит от его мощности, а также амплитуды и длительности (точнее скважности)
поданных на него импульсов.
Благодаря программе системы управления, изменяющей параметры импульсов шаговых двигателей, достигается плавный разгон, быстрое перемещение каретки и плавный ее останов.

### Сенсорная система
Сенсорная система содержит различные датчики, в первую очередь, датчики перемещения (угловые, линейные), обеспечивающие обратную связь в механизме перемещения. Показания датчиков отслеживаются системой управления.
Кроме того, для обеспечения распознавания фармпрепаратов могут использоваться датчики на рабочем органе, например, считыватель штрих-кода.

### Система управления
Аптечные роботы по классификации промышленных роботов являются автоматическими интеллектуальными роботами с элементами программного, адаптивного управления и обучения.
При приемке товара система управления распознает его название и выбирает место его хранения с учетом размещения одноименных или близких товаров (обучение и адаптация). Смещение каретки
механизма перемещения производится по заранее созданной программе в зависимости от начальной и конечной точки перемещения.

### Программное обеспечение
Параметры движения каретки робота, данные размещения товаров и информация о них (например, название, международное непатентованное название, фармгруппа, дженерики, правила хранения и употребления и т. д.)
хранятся в базе данных, которая вместе с системой управления базами данных СУБД и программами управления механизмом перемещения составляет
программное обеспечение (ПО) аптечного робота. Существенной частью ПО является интерфейс пользователя, предназначенный для взаимодействия
человека с автоматической системой — аптечным роботом. В первую очередь, это взаимодействие покупателя с продающим аптечным роботом, осуществляемое обычно через сенсорный видеомонитор.
Аналогично осуществляется взаимодействие персонала (провизора или фармацевта, оператора). Дополнительно используется удаленный контроль робота.
Исполнителем программного обеспечения являются управляющие компьютеры и микропроцессоры, входящие в состав системы управления.

Функционирование аптечного робота
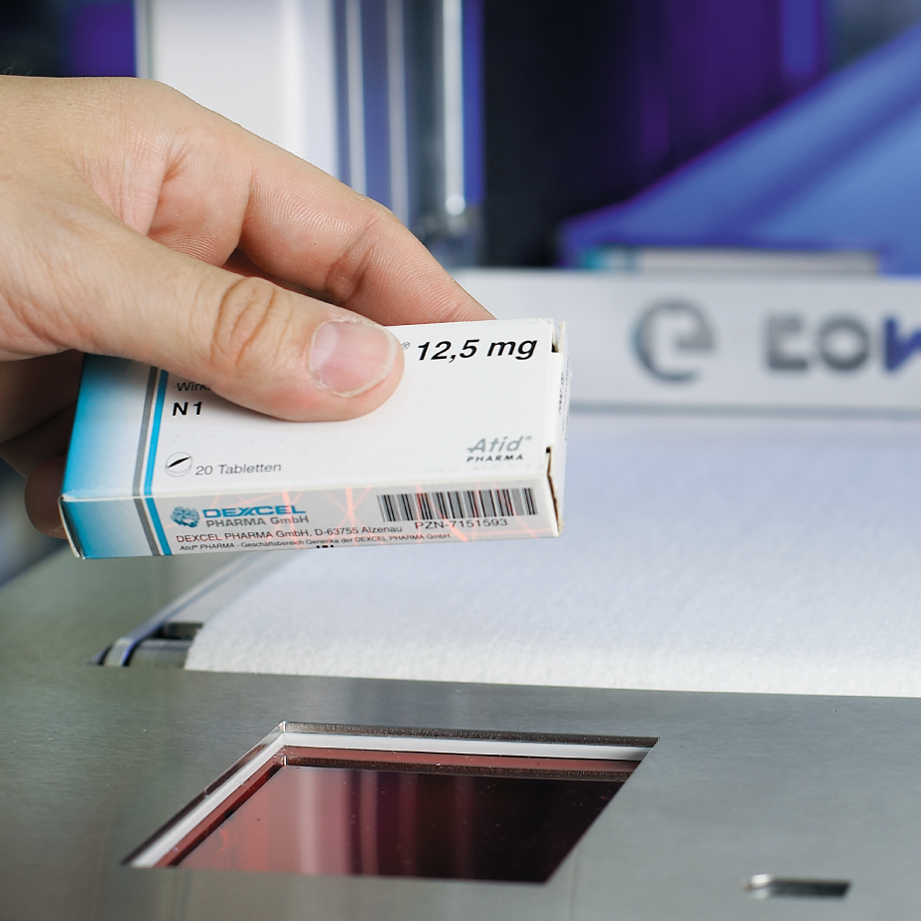
Сканирование упаковки перед складированием
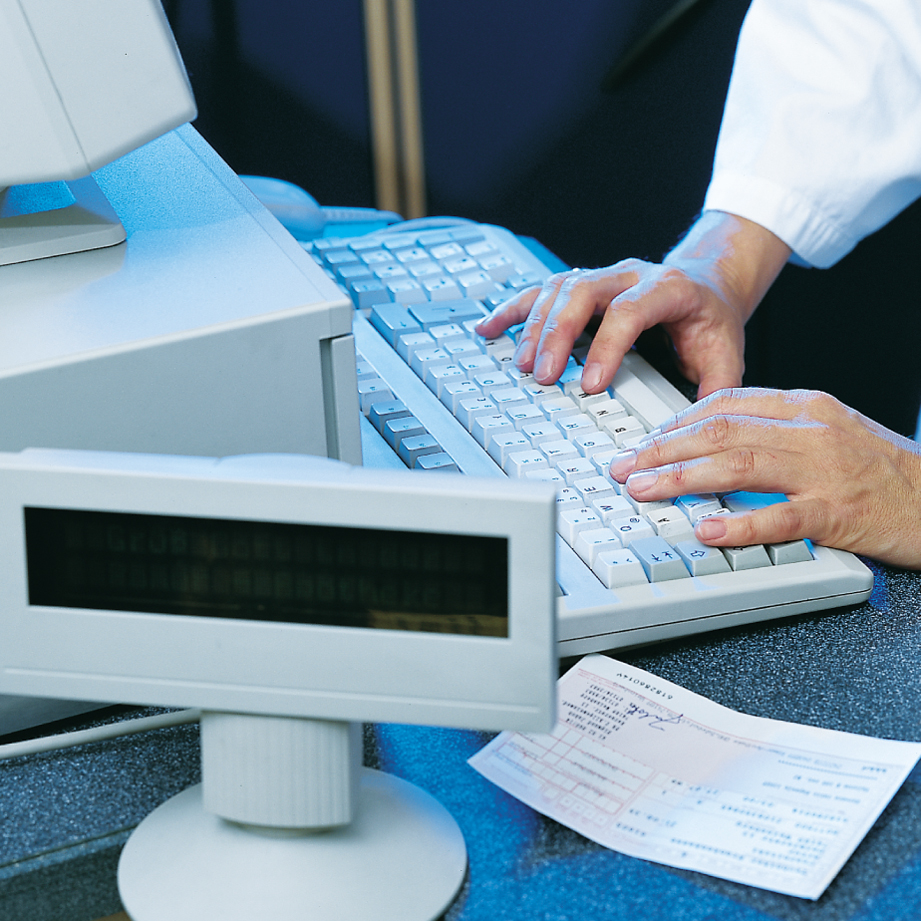
Заказ препарата с кассового автомата
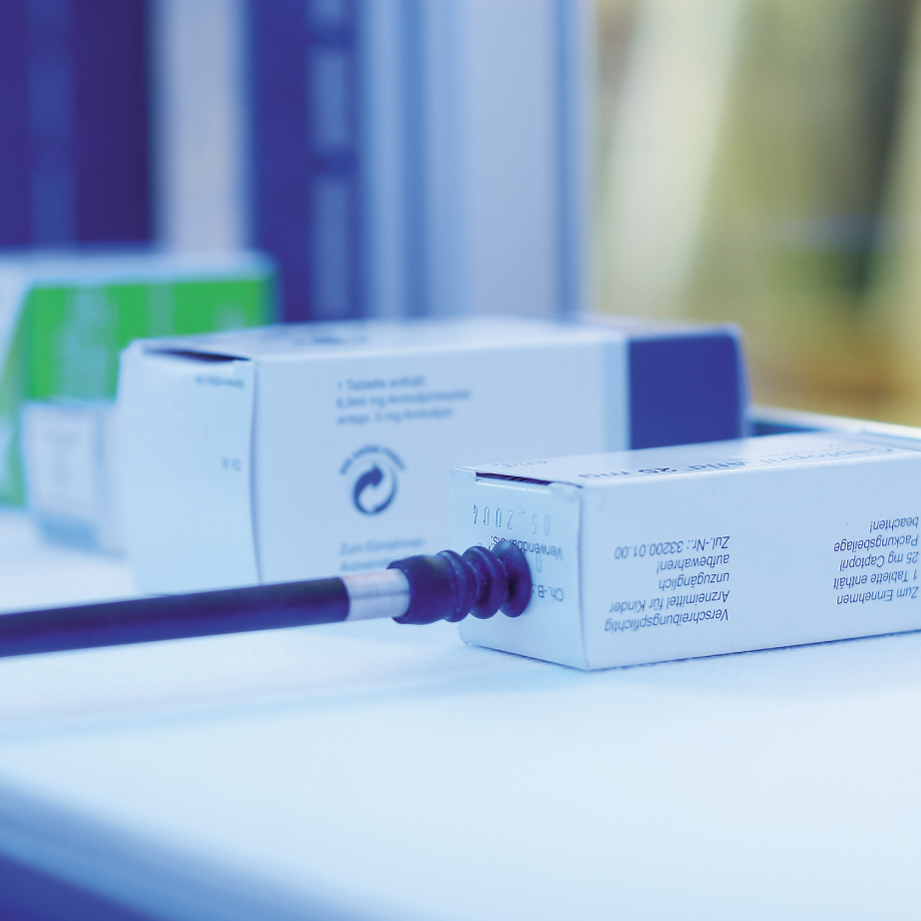
Манипулятор выбирает препарат
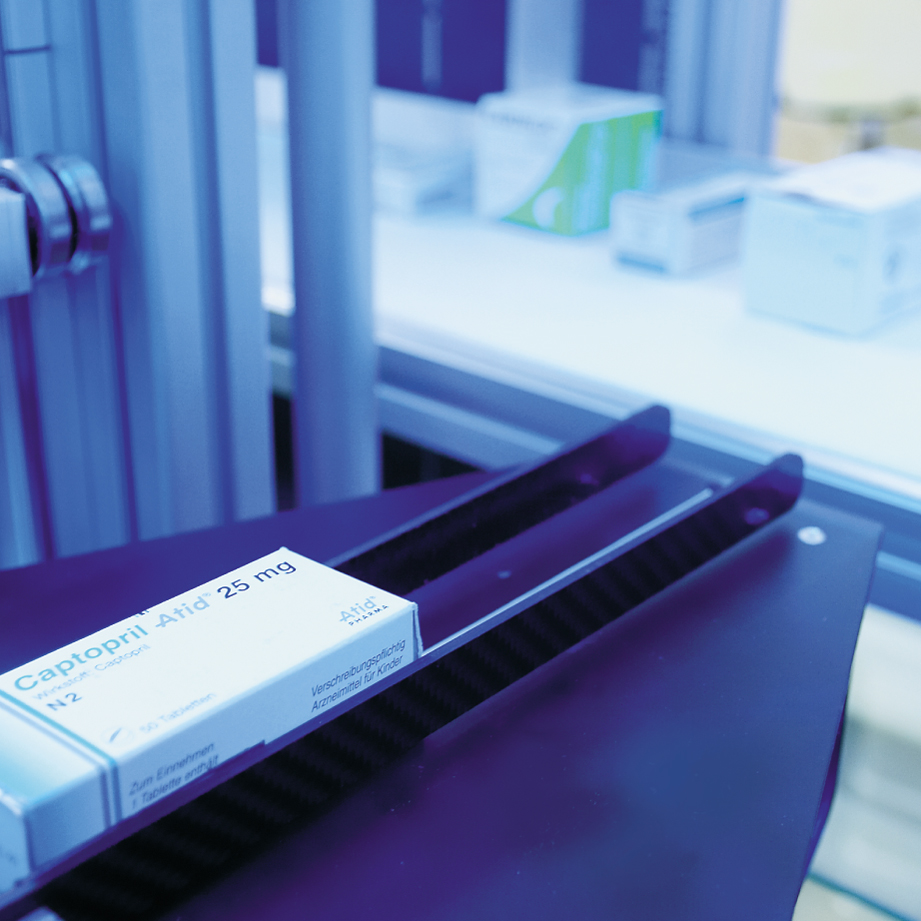
Манипулятор снимает препарат с конвейера
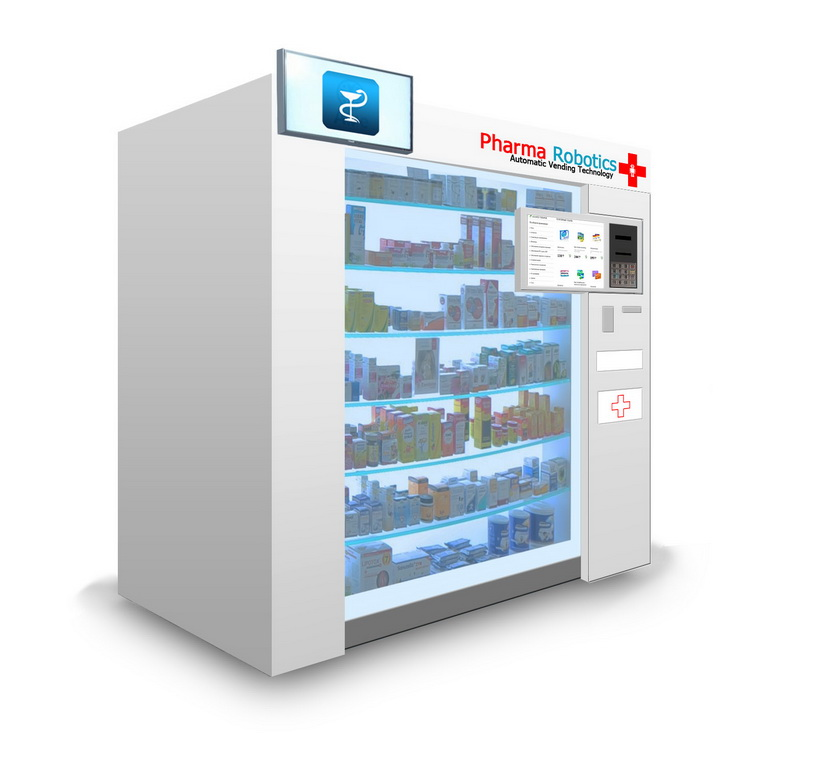
Аптечный робот группы компаний Инфотехника
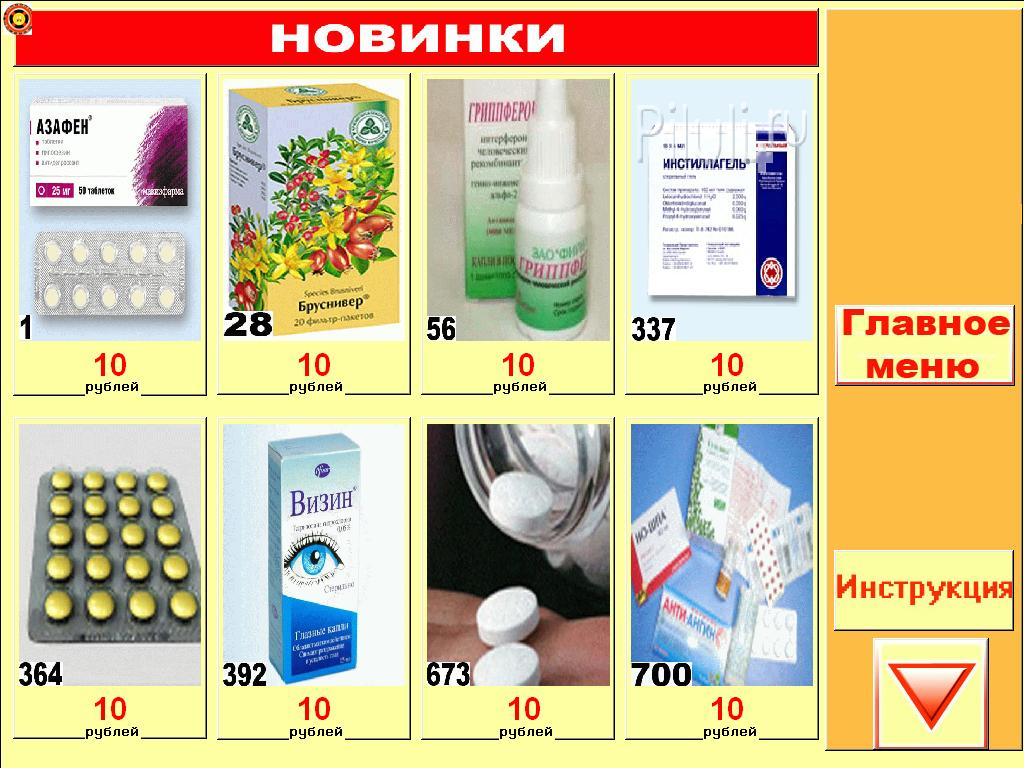
Интерфейс пользователя продающего аптечного робота для выбора препарата, новинки
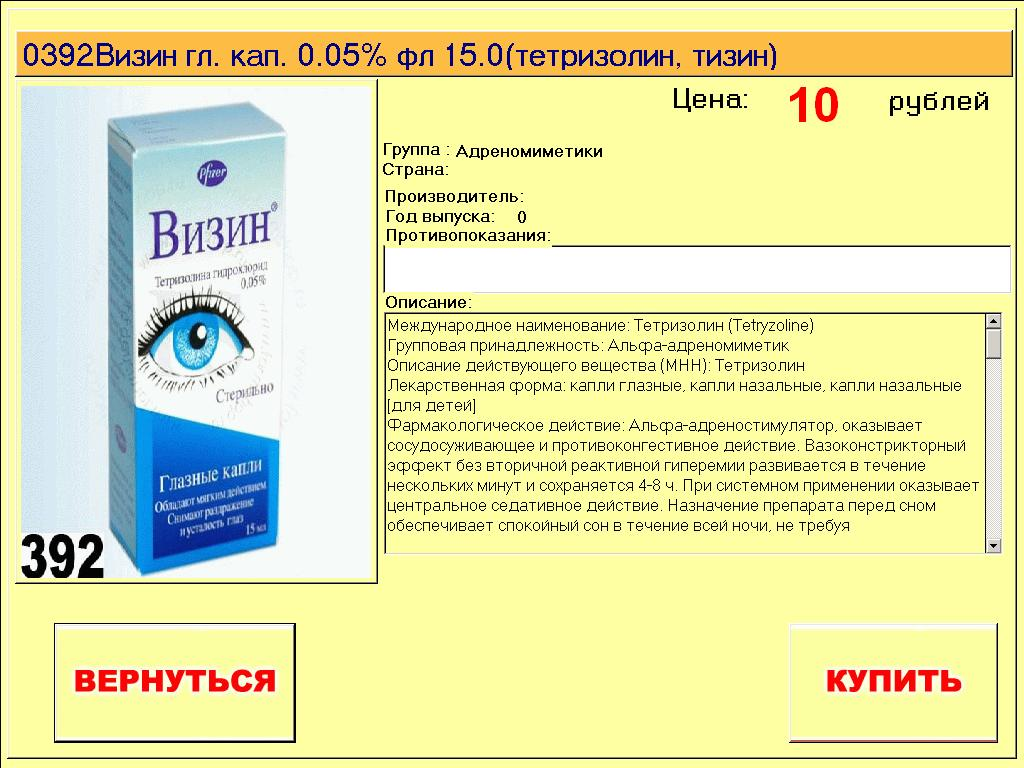
..., описание препарата